# Riverhead (poble de Nova York)
Riverhead és un poble del Comtat de Suffolk (Nova York) als Estats Units d'Amèrica. La seva superfície inclou 346,83 km² d'aigua que conjuntament amb la seva superfície de terra fa un total de 521,31 km².

## Demografia
Segons el cens dels Estats Units del 2000 Riverhead tenia 27.680 habitants., 12.479 habitatges, i 2.547 famílies. La densitat de població era de 269 habitants per km².
Dels 3.878 habitatges en un 29,4% hi vivien nens de menys de 18 anys, en un 44% hi vivien parelles casades, en un 16,8% dones solteres, i en un 34,3% no eren unitats familiars. En el 27,5% dels habitatges hi vivien persones soles el 15,4% de les quals corresponia a persones de 65 anys o més que vivien soles. El nombre mitjà de persones vivint en cada habitatge era de 2,57 i el nombre mitjà de persones que vivien en cada família era de 3,09.
Per edats la població es repartia de la següent manera: un 24,1% tenia menys de 18 anys, un 7,6% entre 18 i 24, un 27,9% entre 25 i 44, un 21,1% de 45 a 60 i un 19,3% 65 anys o més.
L'edat mediana era de 39 anys. Per cada 100 dones de 18 o més anys hi havia 87,2 homes.
La renda mediana per habitatge era de 35.330 $ i la renda mediana per família de 39.672 $. Els homes tenien una renda mediana de 35.707 $ mentre que les dones 28.021 $. La renda per capita de la població era de 17.746 $. Entorn del 9,2% de les famílies i el 13% de la població estaven per davall del llindar de pobresa.